# Antonio González Pacheco
Juan Antonio González Pacheco, plus connu sous le surnom Billy el Niño (Billy l'Enfant) (Aldea del Cano, Cáceres, 10 octobre 1946 - Madrid, 7 mai 2020), est un policier espagnol, membre du Cuerpo General de Policía dans la Brigada Político-Social pendant la dictature franquiste, et connu pour avoir torturé de nombreux opposants au régime. En pleine transition vers la démocratie, il a été promu inspecteur du Cuerpo Superior de Policía, qu'il a quitté en 1982.

## Biographie
Pendant la dictature franquiste il a intégré le Cuerpo General de Policía, où il a été le bras droit du commissaire Roberto Conesa dans la Brigada Político-Social. Il s'est vite fait connaître pour les raclées et les mauvais traitements qu'il infligeait aux détenus pendant les interrogatoires au siège de la Direction Générale de Sécurité. Ce n'est qu'en 1974 qu'un tribunal l'a condamné à une amende pour les contraintes et mauvais traitements infligés au journaliste Paco Lobatón. L'ancien parlementaire régional José Luiz Uriz a pu montrer son implication dans la mort de l'étudiant Enrique Ruano, assassiné en 1969 dans des circonstances jamais totalement éclaircies.
À partir de 1977, en plein processus de la Transition, il est devenu inspecteur du Cuerpo Superior de Policía qui a succédé au Cuerpo General de Policía, et a été intégré dans la nouvelle Brigada Central de Información, après la disparition de la Brigada Político-Social. A cette époque il s'est distingué dans la lutte antiterroriste contre le GRAPO, en particulier par la libération du président du Conseil d'État, Antonio María de Oriol, qui avait été pris en otage par ce groupe. En juillet de la même année, le ministre de l'Intérieur Rodolfo Martín Villa lui a décerné la médaille d'argent au Mérite Policier. Trois autres médailles s'y ajoutèrent par la suite.
En 1981 il a été muté au Commissariat Général de Police Judiciaire, ce qui a été interprété comme une mesure destinée à «essayer d'améliorer l'image de la Brigada Central de Información». Peu après, en 1982, il a abandonné la police et dès lors a commencé à travailler comme chef de sécurité pour des entreprises privées, par exemple Renault Espagne. Il a également monté une entreprise de sécurité et information avec le soutien de sa femme, et a été impliqué dans le Cas Villarejo, un cas de corruption politique et d'entreprises. Son entreprise a réussi à facturer 1,9 millions d'euros entre 2002 et 2016.
Le 18 septembre 2013 la juge argentine María Servini a émis un mandat d'arrêt international contre lui et quatre autres anciens membres des forces de sécurité franquistes. La justice argentine le recherchait pour un délit de tortures commis contre treize personnes entre 1971 et 1975, sur la base d'une plainte déposée par d'anciens opposants à la dictature franquiste. Dans la perspective d'une possible extradition, le 5 décembre l'Audience Nationale lui a retiré son passeport et lui a ordonné de se présenter chaque semaine au siège judiciaire,. En avril 2014 l'Audience Nationale a rejeté l'extradition de González Pacheco, en faisant valoir que les délits de tortures étaient «largement prescrits», en opposition au raisonnement juridique de la magistrate Servini.
Le 10 mai 2018, l'Association pour la Récupération de la Mémoire Historique a demandé au Ministère de l'Intérieur que lui soit retirée la médaille au mérite policier décernée en 1977, demande qui a été rejetée par le ministre Juan Ignacio Zoido,. Toutefois, après le changement de gouvernement, le nouveau ministre Fernando Grande-Marlaska a décidé de réétudier la demande.
Amateur d'athlétisme, il a participé à plusieurs marathons, tels celui de New York ou celui de Madrid.
Le 7 mars 2019 un tribunal de Madrid a enregistré la plainte présentée par Miguel Ángel Gómez, représenté par la plate-forme de victimes du franquisme CEAQUA, pour le délit de crime contre l'humanité.
Il est mort dans la clinique saint François d'Assise de Madrid à 73 ans le 7 mai 2020, du COVID-19 pendant la pandémie de 2020. Après son décès, la Chambre des députés a décidé de lui retirer les médailles qui lui avaient été décernées tout au long de sa carrière de policier. Cette décision a été approuvée avec les votes suivants: 207 pour, 57 contre et 86 abstentions, et accompagnée du texte:  "La proposition appelle le Gouvernement à "révoquer de façon effective les décorations et récompenses accordées par l'État à des fonctionnaires et des autorités de la dictature franquiste qui, avant ou après leur attribution, eussent réalisé des actes ou fait preuve de comportements manifestement incompatibles avec les valeurs démocratiques et les principes de protection des Droits Humains".

## Dans la fiction
Le personnage de Cisko Kid, interprété par Alberto Alonso López, du film Les Sept jours de janvier (1979), est basé sur Antonio González Pacheco.
Dans la saison 9 de Cuéntame cómo pasó, interprété par Juli Fábregas, il apparaît interrogeant Toni Alcántara lorsque la Police Franquiste découvre de la propagande communiste dans son portefeuille.